# Deutsche Fußballmeisterschaft 1912/13
Die elfte Deutsche Fußballmeisterschaft wurde vom 13. April bis zum 11. Mai 1913 ausgetragen. Seine dritte Meisterschaft sicherte sich der VfB Leipzig im Finale in München-Sendling mit einem 3:1 gegen den Duisburger SpV.
Der VfB Leipzig wurde dadurch wieder alleiniger Rekordmeister. Mit dem Duisburger SpV erreichte zum ersten Mal eine Mannschaft des westdeutschen Verbands das Finale. Es war die erste Endrunde, in welcher es keinen Verein gab, der noch nie zuvor die Endrunde erreicht hatte.

## Teilnehmer
Für die Endrunde qualifiziert waren sieben Vereine, sechs Meister der Regionalverbände und der Titelverteidiger. Die Spiele fanden aber ohne den norddeutschen Meister Eintracht Braunschweig statt. Aufgrund von Problemen bei der Ermittlung des Hamburg-Altonaer Meisters mit zahlreichen Protesten und Gegenprotesten konnte die norddeutsche Meisterschaftsendrunde erst sehr spät beginnen. Das norddeutsche Finale fand erst zwei Wochen nach dem Finale um die deutsche Meisterschaft statt. Zwangsläufig konnten die Braunschweiger nicht teilnehmen. Immerhin war mit Titelverteidiger Holstein Kiel ein norddeutscher Vertreter dabei.
| Verein                        | Qualifiziert als                                         |
| SV Prussia-Samland Königsberg | Meister des Baltischen Rasensport-Verbandes              |
| FC Askania Forst              | Meister des Südostdeutschen Fußball-Verbandes            |
| Berliner TuFC Viktoria 89     | Meister des Verbandes Brandenburgischer Ballspielvereine |
| VfB Leipzig                   | Meister des Verbandes Mitteldeutscher Ballspiel-Vereine  |
| FV Holstein Kiel              | Titelverteidiger                                         |
| Duisburger SpV                | Meister des Westdeutschen Spiel-Verbandes                |
| FC Stuttgarter Kickers        | Meister des Verbandes Süddeutscher Fußball-Vereine       |

## Viertelfinale
| Datum          |                           | Ergebnis  |                               | Stadion                                     |
| -------------- | ------------------------- | --------- | ----------------------------- | ------------------------------------------- |
| 13. April 1913 | Berliner TuFC Viktoria 89 | 6:1 (4:0) | SV Prussia-Samland Königsberg | Berlin-Mariendorf, Union-Platz              |
| 20. April 1913 | FC Stuttgarter Kickers    | 1:2 (0:0) | Duisburger SpV                | Frankfurt am Main, FFV-Platz Roseggerstraße |
| 20. April 1913 | FC Askania Forst          | 0:5 (0:1) | VfB Leipzig                   | Forst, Askania-Platz Heidestraße            |

Die Berliner führten nach einer halben Stunde durch ein Tor von Willi Worpitzky und ein Eigentor von Torhüter Bruno Neumann mit 2:0. In der 42. und 43. Minute gelang Erich Arndt und Willi Worpitzky durch einen Doppelschlag der 4:0-Halbzeitstand. Nach 53 Minuten erhöhte wieder Willi Worpitzky mit seinem dritten Treffer auf 5:0. Nach 67 Minuten gelang dem Königsberger Stürmer Kluger mit dem Treffer zum 1:5 das einzige Tor der Königsberger, ehe drei Minuten später Erich Arndt das Tor zum 6:1 erzielte.
Zur Pause stand es zwischen Stuttgart und Duisburg noch 0:0. In der 70. und 77. Minute gingen die Duisburger durch Hermann Steinhauer und Walter Fischer mit 2:0 in Führung. Die Stuttgarter kamen durch Rudolf Ahorn nach 84 Minuten noch zum 1:2.
Forst verlor gegen Leipzig mit 0:5. Vierfacher Torschütze war Paul Pömpner, der bis zur 72. Minute drei Tore erzielte und in der 85. Minute das fünfte schoss. Das 4:0 fiel durch Johannes Völckers nach 79 Minuten.
Der Titelverteidiger Holstein Kiel sollte im Viertelfinale gegen den norddeutschen Meister spielen und zog kampflos ins Halbfinale ein.

## Halbfinale
| Datum          |                | Ergebnis  |                           | Stadion                                    |
| -------------- | -------------- | --------- | ------------------------- | ------------------------------------------ |
| 27. April 1913 | Duisburger SpV | 2:1 (1:1) | FV Holstein Kiel          | Essen, Sportplatz an der Meisenburgstraße  |
| 27. April 1913 | VfB Leipzig    | 3:1 (2:1) | Berliner TuFC Viktoria 89 | Leipzig, Olympia-Platz an der Marienbrücke |

Die Kieler gingen in der 17. Minute durch Hugo Fick in Führung, die durch den Duisburger Anton Bongartz nach 35 Minuten ausgeglichen wurde. Nach einer Stunde Spielzeit erzielte Heinrich Fischer den 2:1-Siegtreffer.
Leipzig ging in der 22. Minute durch Hans Dolge und in der 26. Minute durch Georg Richter mit 2:0 in Führung. Die Berliner verkürzten durch einen von Helmut Röpnack verwandelten Elfmeter nach 40 Minuten auf 2:1. Hans Dolge erzielte mit seinem zweiten Treffer in der 71. Minute den 3:1-Endstand.

## Finale
| VfB Leipzig | VfB Leipzig | Duisburger SpV | Duisburger SpV |
| --- | --- | --- | -------------- |
| VfB Leipzig | \| Sonntag, 11. Mai 1913 in München-Sendling (MTV-Platz an der Marbachstraße) \| \| Ergebnis: 3:1 (2:0) \| \| Zuschauer: 5.000 \| \| Schiedsrichter: Robert Knab (Stuttgart) 00000Spielbericht Der VfB Leipzig qualifizierte sich zum fünften Mal für das Finale, der DSV war zum ersten Mal im Finale. Das Wetter war schlecht und es regnete stark.[1] Nach 9 Minuten verwandelte Eduard Pendorf einen Elfmeter zum 1:0. Nach einer viertel Stunde erhöhte Paul Pömpner auf 2:0. Mit diesem Ergebnis ging es in die Halbzeit. Dem Duisburger Kornelius Büscher unterlief nach einer Stunde ein Eigentor zum 3:0 für Leipzig. In der 75. Minute verkürzte Heinrich Fischer zum 3:1-Endstand. Damit gewann der VfB Leipzig zum dritten Mal die Deutsche Meisterschaft. \| | \| Sonntag, 11. Mai 1913 in München-Sendling (MTV-Platz an der Marbachstraße) \| \| Ergebnis: 3:1 (2:0) \| \| Zuschauer: 5.000 \| \| Schiedsrichter: Robert Knab (Stuttgart) 00000Spielbericht Der VfB Leipzig qualifizierte sich zum fünften Mal für das Finale, der DSV war zum ersten Mal im Finale. Das Wetter war schlecht und es regnete stark.[1] Nach 9 Minuten verwandelte Eduard Pendorf einen Elfmeter zum 1:0. Nach einer viertel Stunde erhöhte Paul Pömpner auf 2:0. Mit diesem Ergebnis ging es in die Halbzeit. Dem Duisburger Kornelius Büscher unterlief nach einer Stunde ein Eigentor zum 3:0 für Leipzig. In der 75. Minute verkürzte Heinrich Fischer zum 3:1-Endstand. Damit gewann der VfB Leipzig zum dritten Mal die Deutsche Meisterschaft. \| | Duisburger SpV |
| VfB Leipzig | Johannes Schneider – Willy Völker, Alfred Herrmann – Paul Michel, Eduard Pendorf, Curt Hesse – Georg Richter, Paul Pömpner, Johannes Völckers, Hans Dolge, Adelbert Friedrich | Otto Bruckschen – Hermann Klinkers, Adam Schäfer – Kornelius Büscher, Heinz Ludewig, Willi Schütten – Sebastian Quatram, Anton Bongartz, Heinrich Fischer , Hermann Steinhauer, Walter Fischer | Duisburger SpV |
| VfB Leipzig | 1:0 Pendorf (9., Strafstoß) 2:0 Pömpner (15.) 3:0 Büscher (60., Eigentor) | 3:1 H. Fischer (75.) | Duisburger SpV |
| Sonntag, 11. Mai 1913 in München-Sendling (MTV-Platz an der Marbachstraße) | | |                |
| Ergebnis: 3:1 (2:0) | | |                |
| Zuschauer: 5.000 | | |                |
| Schiedsrichter: Robert Knab (Stuttgart) 00000Spielbericht Der VfB Leipzig qualifizierte sich zum fünften Mal für das Finale, der DSV war zum ersten Mal im Finale. Das Wetter war schlecht und es regnete stark. Nach 9 Minuten verwandelte Eduard Pendorf einen Elfmeter zum 1:0. Nach einer viertel Stunde erhöhte Paul Pömpner auf 2:0. Mit diesem Ergebnis ging es in die Halbzeit. Dem Duisburger Kornelius Büscher unterlief nach einer Stunde ein Eigentor zum 3:0 für Leipzig. In der 75. Minute verkürzte Heinrich Fischer zum 3:1-Endstand. Damit gewann der VfB Leipzig zum dritten Mal die Deutsche Meisterschaft. | | |                |

## Die Meistermannschaft des VfB Leipzig
Nachfolgend ist die Meistermannschaft mit Einsätzen und Toren der Spieler angegeben.
| VfB Leipzig            | |
| Wappen des VfB Leipzig | - Tor: Johannes Schneider (3/-) - Abwehr: Alfred Herrmann (3/-), Willy Völker (3/-) - Mittelfeld: Curt Hesse (3/-), Paul Michel (3/-), Eduard Pendorf (3/1) - Sturm: Hans Dolge (3/2), Adelbert Friedrich (3/-), Paul Pömpner (3/5), Georg Richter (3/1), Johannes Völckers (3/1) - Trainer: – |

## Torschützenliste
| Spieler | Spieler            | Verein                        | Spiele | Tore |
| ------- | ------------------ | ----------------------------- | ------ | ---- |
| 1.      | Paul Pömpner       | VfB Leipzig                   | 3      | 5    |
| 2.      | Willi Worpitzky    | Berliner TuFC Viktoria 89     | 2      | 3    |
| 3.      | Erich Arndt        | Berliner TuFC Viktoria 89     | 2      | 2    |
| 3.      | Heinrich Fischer   | Duisburger SpV                | 2      | 2    |
| 5.      | Hans Dolge         | VfB Leipzig                   | 3      | 2    |
| 6.      | Rudolf Ahorn       | FC Stuttgarter Kickers        | 1      | 1    |
| 6.      | Hugo Fick          | FV Holstein Kiel              | 1      | 1    |
| 6.      | Kluger             | SV Prussia-Samland Königsberg | 1      | 1    |
| 9.      | Anton Bongartz     | Duisburger SpV                | 2      | 1    |
| 9.      | Helmut Röpnack     | Berliner TuFC Viktoria 89     | 2      | 1    |
| 11.     | Walter Fischer     | Duisburger SpV                | 3      | 1    |
| 11.     | Eduard Pendorf     | VfB Leipzig                   | 3      | 1    |
| 11.     | Georg Richter      | VfB Leipzig                   | 3      | 1    |
| 11.     | Hermann Steinhauer | Duisburger SpV                | 3      | 1    |
| 11.     | Johannes Völckers  | VfB Leipzig                   | 3      | 1    |